# Saint-Juan
Saint-Juan ist eine französische Gemeinde mit 189 Einwohnern (Stand: 1. Januar 2022) im Département Doubs in der Region Bourgogne-Franche-Comté.

## Geographie
Saint-Juan liegt auf 480 m, sieben Kilometer südlich von Baume-les-Dames und etwa 26 Kilometer östlich der Stadt Besançon (Luftlinie). Das Dorf erstreckt sich im Jura, auf dem sogenannten ersten Plateau, einem breiten Becken zwischen der Jura-Randkette (Côte) im Norden und den Hochplateaus im Südosten.
Die Fläche des 12,09 km² großen Gemeindegebiets umfasst einen Abschnitt des französischen Juras. Der Hauptteil des Gebietes wird vom breiten ersten Juraplateau eingenommen, das durchschnittlich auf 450 m liegt und leicht gewellt ist. Es bildet ein weites, teilweise verkarstetes Becken und zeigt ein lockeres Gefüge von Ackerland, Wiesland und Wald (Bois de la Faye). Die nordwestliche Abgrenzung verläuft im Tälchen des Audeux, das schluchtartig in das Plateau eingetieft ist. Nach Südosten erstreckt sich das Gemeindeareal über eine rund 80 m hohe Geländestufe auf die angrenzenden Höhen mit dem Bois de Bouvassot. Hier wird mit 607 m die höchste Erhebung von Saint-Juan erreicht.
Nachbargemeinden von Saint-Juan sind Silley-Bléfond und Adam-lès-Passavant im Norden, Passavant im Osten, Orsans und Aïssey im Süden sowie Bretigney-Notre-Dame im Westen.

## Geschichte
Im Mittelalter gehörte Saint-Juan zur Herrschaft Passavant, die seit dem 14. Jahrhundert unter der Oberhoheit der Grafen von Montbéliard stand. Zusammen mit der Franche-Comté gelangte das Dorf mit dem Frieden von Nimwegen 1678 an Frankreich.

## Sehenswürdigkeiten
Die Kirche Saint-Jean-Baptiste in Saint-Juan wurde ursprünglich in romanischen Stilformen erbaut und besitzt eine wertvolle Orgel. Im Ortskern sind verschiedene Bauernhäuser im charakteristischen Stil der Franche-Comté aus dem 18. bis 19. Jahrhundert erhalten.
|  |  |  |

## Bevölkerung
| Jahr                       | 1962 | 1968 | 1975 | 1982 | 1990 | 1999 | 2006 | 2016 |
| Einwohner                  | 186  | 185  | 186  | 195  | 162  | 160  | 183  | 171  |
| Quellen: Cassini und INSEE |      |      |      |      |      |      |      |      |

Mit 189 Einwohnern (Stand 1. Januar 2022) gehört Saint-Juan zu den kleinen Gemeinden des Départements Doubs. Nachdem die Einwohnerzahl in der ersten Hälfte des 20. Jahrhunderts markant abgenommen hatte (1881 wurden noch 365 Personen gezählt), wurden seit Beginn der 1960er Jahre nur relativ geringe Schwankungen verzeichnet.

## Wirtschaft und Infrastruktur
Saint-Juan war bis weit ins 20. Jahrhundert hinein ein vorwiegend durch die Landwirtschaft (Ackerbau, Obstbau und Viehzucht) und die Forstwirtschaft geprägtes Dorf. Daneben gibt es heute einige Betriebe des lokalen Kleingewerbes. Mittlerweile hat sich das Dorf auch zu einer Wohngemeinde gewandelt. Viele Erwerbstätige sind Wegpendler, die in den größeren Ortschaften der Umgebung oder in der Agglomeration Besançon ihrer Arbeit nachgehen.
Die Ortschaft liegt abseits der größeren Durchgangsstraßen an einer Departementsstraße, die von Baume-les-Dames nach Ornans führt.